# Ібервіль (парафія)
Шаблон:StateAbbr_ 30°16′ пн. ш. 91°21′ зх. д. / 30.26° пн. ш. 91.35° зх. д.
Округ  Ібервіль (англ. Iberville Parish) — округ (парафія) у штаті  Луїзіана, США. Ідентифікатор округу 22047.

## Демографія
За даними перепису 
2000 року 
загальне населення округу становило 33320 осіб, зокрема міського населення було 16977, а сільського — 16343.
Серед мешканців округу чоловіків було 16640, а жінок — 16680. В окрузі було 10674 домогосподарства, 8012 родин, які мешкали в 11953 будинках.
Середній розмір родини становив 3,29.
Віковий розподіл населення поданий у таблиці:
| Стать    | До 15 років | 15-21 | 22-29 | 30-39 | 40-49 | 50-65 | 65-85 | Понад 85 |
| -------- | ----------- | ----- | ----- | ----- | ----- | ----- | ----- | -------- |
| Чоловіки | 3670        | 1953  | 1951  | 2733  | 2535  | 2334  | 1344  | 120      |
| Жінки    | 3468        | 1757  | 1708  | 2659  | 2567  | 2405  | 1883  | 233      |

## Суміжні округи
- Вест-Батон-Руж — північ
- Іст-Батон — північний схід
- Ассансьйон — схід
- Ассумпсьйон — південний схід
- Іберія — південь
- Сент-Мартін — захід
- Пуант — північний захід

## Виноски
1. ↑  U.S. Decennial Census. United States Census Bureau. Архів оригіналу за 26 квітня 2015. Процитовано 20 серпня 2014.
2. ↑  Historical Census Browser. University of Virginia Library. Архів оригіналу за 11 серпня 2012. Процитовано 20 серпня 2014.
3. ↑  Population of Counties by Decennial Census: 1900 to 1990. United States Census Bureau. Архів оригіналу за 15 вересня 2014. Процитовано 20 серпня 2014.
4. ↑  Census 2000 PHC-T-4. Ranking Tables for Counties: 1990 and 2000 (PDF). United States Census Bureau. Архів оригіналу (PDF) за 18 грудня 2014. Процитовано 20 серпня 2014.
5. ↑  State & County QuickFacts. United States Census Bureau. Архів оригіналу за 6 червня 2011. Процитовано 9 серпня 2013. [Архівовано 2011-06-06 у Wayback Machine.](англ.) Наведено за англійською вікіпедією.
6. ↑  American FactFinder. Бюро перепису населення США. Архів оригіналу за 26 лютого 2012. Процитовано 31 січня 2008. [Архівовано 2008-05-21 у Wayback Machine.]

| США | Це незавершена стаття з географії США. Ви можете допомогти проєкту, виправивши або дописавши її. |